# Hjalmar Forssell

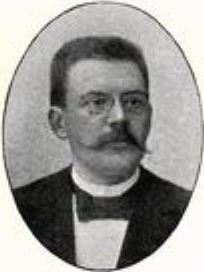
Hjalmar Forssell.

Hjalmar Fritjof Forssell, född 5 juli 1863 i Torsås församling, Kalmar län, död 17 mars 1904 i Karlskrona, var en svensk journalist.
Forssell, blev student vid Lunds universitet 1882, medarbetare i Svenska Dagbladet 1887, redaktionssekreterare i tidningen Kalmar 1889 samt var medarbetare där 1890 och 1891–1893, medarbetare i Askersundstidningen Sydnerkingen 1890–1891, medarbetare i Helsingborgs Dagblad 1894, redaktionssekreterare i Blekingekuriren 1894–1896 samt dess redaktör och utgivare 1896–1900 och redaktör för Söderhamns Tidning 1900–1901.